# HD 172569
HD 172569，又名BD+65 1283，SAO 17947、HR 7013，是一颗恒星，视星等为6.06，位于銀經95.49，銀緯26.07，其B1900.0坐标为赤經18h 35m 54.4s，赤緯+65° 26.07′ 57″。